# انتقادات للسياسة الخارجية للولايات المتحدة

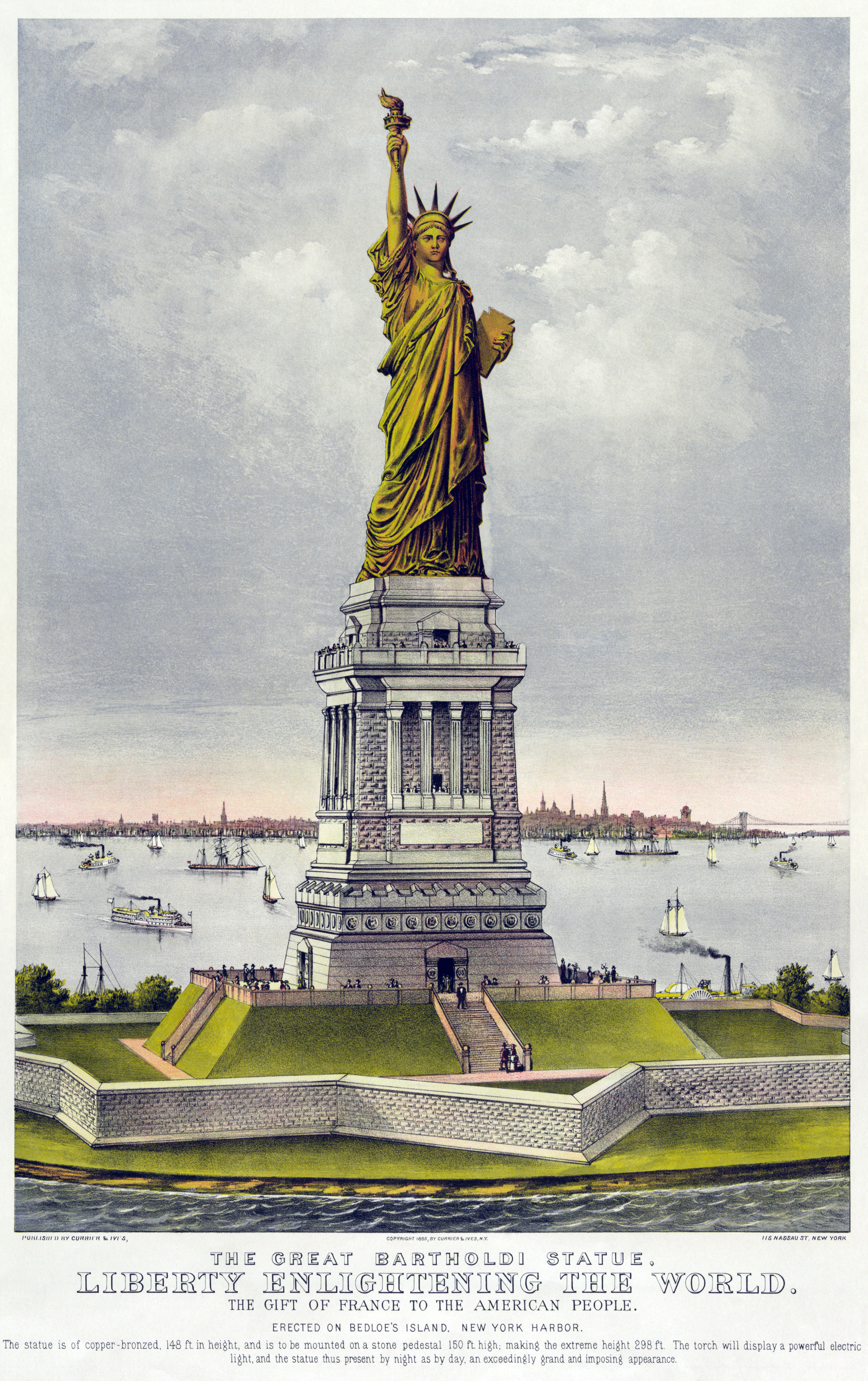
رسم لتمثال الحرية في نيويورك

يشمل انتقاد السياسة الخارجية للولايات المتحدة مجموعة واسعة من الآراء ووجهات النظر حول الإخفاقات والقصور في السياسة الخارجية للولايات المتحدة وأفعالها. هناك شعور واسع الانتشار في الولايات المتحدة ينظر إلى البلاد على أنها مختلفة نوعياً عن الدول الأخرى، وبالتالي لا يمكن الحكم عليها بنفس المعايير مثل البلدان الأخرى؛ يُطلق على هذا الاعتقاد أحيانًا اسم الاستثناء الأمريكي. الاستثناء الأمريكي له تداعيات واسعة النطاق وينطوي على تجاهل للمعايير والقواعد والقوانين الدولية في السياسة الخارجية للولايات المتحدة. على سبيل المثال، رفضت الولايات المتحدة التصديق على عدد من المعاهدات الدولية المهمة مثل نظام روما الأساسي للمحكمة الجنائية الدولية، واتفاقية فيينا لقانون المعاهدات، والاتفاقية الأمريكية لحقوق الإنسان. لم تنضم إلى اتفاقية حظر الألغام المضادة للأفراد. وينفذ بشكل روتيني هجمات بطائرات بدون طيار وضربات بصواريخ كروز حول العالم. ترتبط الاستثنائية الأمريكية أحيانًا بالنفاق. على سبيل المثال، تحتفظ الولايات المتحدة بمخزون ضخم من الأسلحة النووية بينما تحث الدول الأخرى على عدم الحصول عليها وتبرر أنها تستطيع استثناء سياسة عدم الانتشار.

## الاستثنائية والانعزالية الأمريكية
رسم نقاد الاستثناء الأمريكي أوجه تشابه مع مذاهب تاريخية مثل مهمة التحضير وعبء الرجل الأبيض الذي استخدمته القوى العظمى لتبرير غزواتها الاستعمارية.
في مقالته في مجلة السياسة العالمية لكتاب بيل كوفمان عام 1995 بعنوان أمريكا أولا! تاريخها <i>وثقافتها وسياستها</i>، وصف بنيامين شوارتز الانعزالية الأمريكية بأنها «مأساة» ومتأصلة في التفكير البيوريتاني.

## السياسة الخارجية التاريخية

### القرنان الثامن عشر والتاسع عشر
منذ تأسيسها، كان العديد من قادة الحكومة الأمريكية الفتية يأملون بسياسة خارجية غير تدخلية تعزز «التجارة مع جميع الدول، ولا تتحالف مع أي دولة». ومع ذلك، سرعان ما أصبح هذا الهدف صعب التحقيق بشكل متزايد، مع تزايد التهديدات الضمنية والضغط غير العسكري الذي واجهته العديد من القوى، وعلى الأخص بريطانيا العظمى. انجذبت حكومة الولايات المتحدة إلى العديد من الشؤون الخارجية منذ تأسيسها وتعرضت لانتقادات عبر التاريخ بسبب العديد من أفعالها، على الرغم من الإشادة بها في العديد من هذه الأمثلة.

#### فرنسا الثورية
بعد الثورة الأمريكية، بدأت الولايات المتحدة على الفور بتلاعب بسياستها الخارجية بين العديد من وجهات النظر المختلفة في ظل حكومة جورج واشنطن. وعلى وجه الخصوص، نشأ التنافس بين توماس جفرسون وألكساندر هاميلتون بسبب وجهات نظرهما المتعارضة حول كيف ينبغي للولايات المتحدة أن تنحاز إلى فرنسا الثورية في حربها ضد بريطانيا العظمى عام 1793. جيفرسون والجمهوريون الديمقراطيون، الذين رأوا الثورة الفرنسية شبيهة بالثورة الأمريكية السابقة، اعتقدوا أن الولايات المتحدة يجب أن تعلن الحرب على بريطانيا العظمى كحليف لفرنسا، مستشهدين بالتحالف الفرنسي الأمريكي 1778 الذي كان لا يزال ساري المفعول من الناحية الفنية. ومع ذلك، رغب هاميلتون والفدراليون في الحصول على شروط مواتية مع بنك إنجلترا على أمل إنشاء ائتمان كافٍ مع القمة لإنشاء نظام مصرفي وطني أمريكي. استغرق معسكر هاميلتون اليوم وأثر على واشنطن للبقاء على الحياد أثناء الصراع، ودمر العلاقات مع فرنسا.
تحت رئاسة جون آدامز اندلعت حرب بحرية غير معلنة ضد فرنسا من عام 1798 حتى عام 1799، والتي غالبًا ما تسمى حرب شبه الجزيرة، ويرجع ذلك جزئيًا إلى العلاقات المتوترة بين البلدين. بالإضافة إلى ذلك، أرادت الولايات المتحدة أن تقع تحت تأثير السلطة واللوائح المصرفية البريطانية، مما يؤدي إلى تصعيد التوترات بين الجمهوريين الديمقراطيين والفيدراليين.

#### العلاقات مع الأمريكيين الأصليين
بينما تغيرت علاقات الولايات المتحدة مع العديد من الدول الأمريكية الأصلية بشكل روتيني عبر التاريخ، تعرضت الولايات المتحدة بشكل عام لانتقادات بسبب معاملتها التاريخية للأمريكيين الأصليين. على سبيل المثال، معاملة هنود الشيروكي في درب الدموع التي مات فيها مئات الهنود في إخلاء قسري من منازلهم في المنطقة الجنوبية الشرقية ، إلى جانب المذابح وتهجير الأراضي والخداع وخرق المعاهدات.
بعد فترة طويلة من احترام السيادة، تحولت سياسة الولايات المتحدة تجاه الأراضي الهندية بشكل ملحوظ مرة أخرى بعد الحرب الأهلية. في السابق، كانت الحكومة المؤيدة لحقوق الدولة تؤمن بشرعية سيادة الأمم الهندية. بعد انتهاء الحرب الأهلية، على العكس من ذلك، تضاءلت الآراء حول سيادة الدول الهندية، حيث منحت حكومة الولايات المتحدة سلطات أكبر داخل الحكومة الفيدرالية. بمرور الوقت، وجدت حكومة الولايات المتحدة المزيد والمزيد من المبررات لإلغاء الأراضي الهندية، مما قلل بشكل كبير من حجم الأراضي الأصلية ذات السيادة.

#### الحرب المكسيكية الأمريكية
لقد تم انتقادها بسبب الحرب مع المكسيك في أربعينيات القرن التاسع عشر والتي يعتبرها البعض سرقة للأرض.

### القرن ال 20

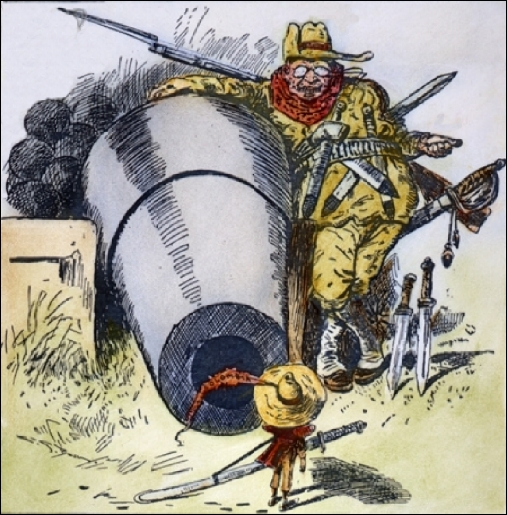
كارتون 1903: «ابتعد أيها الرجل الصغير ولا تزعجني». الرئيس روزفلت يخيف كولومبيا للاستحواذ على منطقة قناة بنما.

بشكل عام خلال القرن التاسع عشر، وفي الأجزاء الأولى من القرن العشرين، اتبعت الولايات المتحدة سياسة الانعزالية وتجنبت عمومًا التشابك مع القوى الأوروبية.

#### الشرق الأوسط
في حين أنه قد يكون الحال أن الشرق الأوسط منطقة صعبة ليس لديها حلول سهلة لتجنب الصراع، حيث أن هذه المنطقة المضطربة تقع عند تقاطع ثلاث قارات؛ لا يزال العديد من المحللين يعتقدون أن السياسة الأمريكية كان من الممكن أن تتحسن إلى حد كبير. راوغت الولايات المتحدة؛ لم يكن هناك رؤية؛ استمر الرؤساء في تغيير السياسة. يعتقد الرأي العام في مناطق مختلفة من العالم أن هجمات 11 سبتمبر كانت إلى حد ما، نتيجة لسياسة الولايات المتحدة المتدنية تجاه المنطقة.

#### كوريا
ركز المرشح دوايت دي أيزنهاور حملته الرئاسية لعام 1952 على السياسة الخارجية، منتقدًا الرئيس هاري إس ترومان لإساءة إدارته للحرب الكورية. 

#### فيتنام

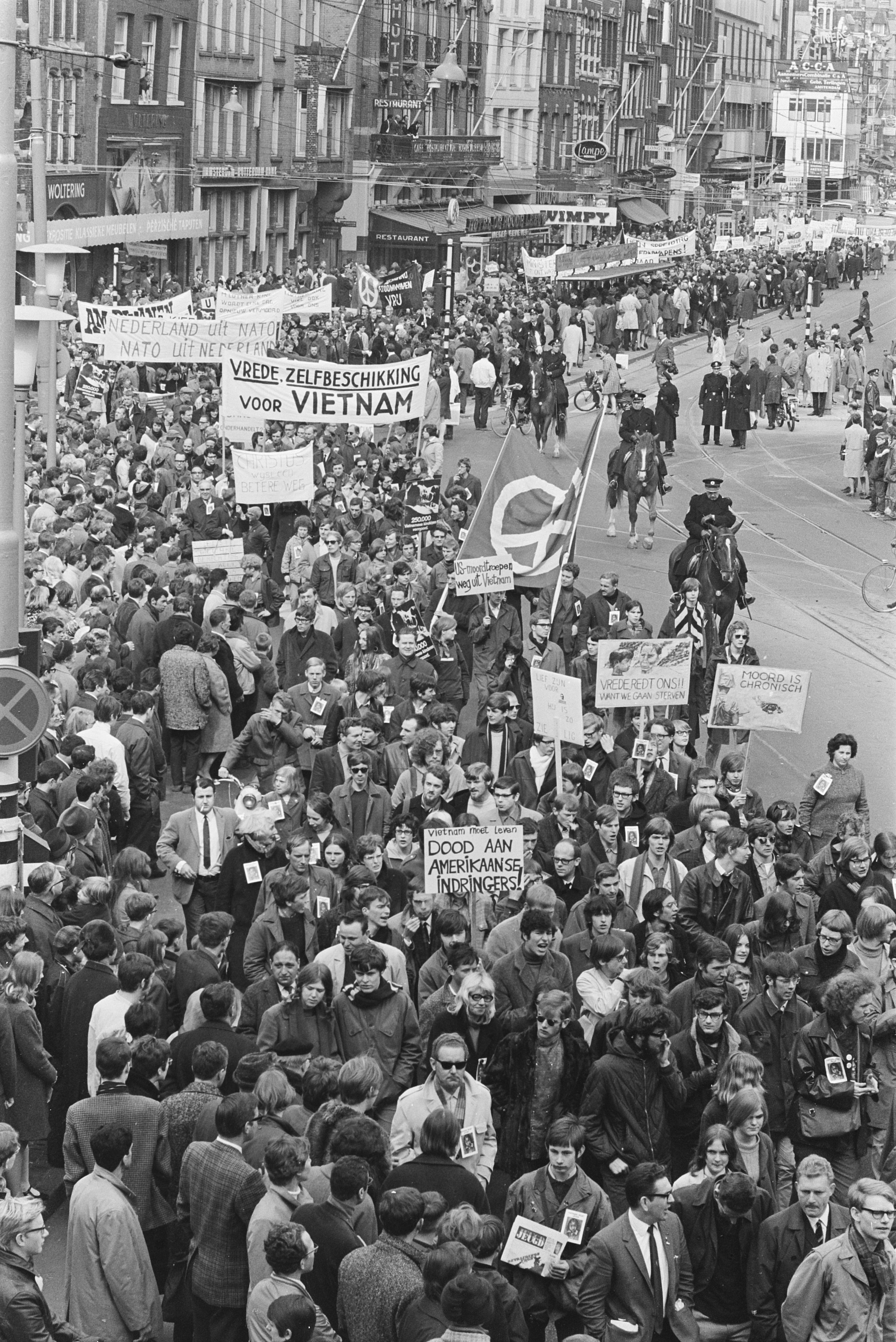
مظاهرة ضد حرب فيتنام، أمستردام، أبريل 1968.

وصف الكثيرون، حرب فيتنام بأنها خطأ دام عقدًا من الزمن سواءًا داخل الولايات المتحدة وخارجها.

#### كوسوفو
دعمت الولايات المتحدة العمل ضد بقايا الدولة المعروفة باسم جمهورية يوغوسلافيا الفيدرالية (المعروفة أيضًا باسم صربيا والجبل الأسود) في عام 1999 وانفصال كوسوفو عن صربيا في عام 2008. استمرت الولايات المتحدة في دعم استقلالها منذ ذلك الحين. يزعم النقاد أن هذه السياسة تخرق المعاهدات الدولية لكن الولايات المتحدة رفضتها. ويقول هؤلاء المنتقدون إن سياسة كوسوفو قد شجعت الانتفاضات الانفصالية في إسبانيا وبلجيكا وجورجيا وأوكرانيا والصين وغيرها. كما يزعمون أنه يعطي سابقة لخلافات قانونية أخرى قد تكون غير قانونية لولا ذلك لأنها تمثل انتهاكًا لقرارات مجلس الأمن التابع للأمم المتحدة والمعاهدات التي تضمن سلامة الأراضي.
ومع ذلك، فقد رفضت الولايات المتحدة أي أوجه تشابه بين تلك الحركات الانفصالية وكوسوفو لأن معظم الحركات الانفصالية الأخرى لا تواجه حروبًا أهلية متعددة تشمل التطهير العرقي وحملات الإبادة الجماعية التي تتطلب تدخلًا دوليًا. بالإضافة إلى ذلك، لا يقبل البعض أن جمهورية يوغوسلافيا الاتحادية كانت الدولة الخلف الشرعية الوحيدة لجمهورية يوغوسلافيا الاشتراكية الاتحادية (SFRY) بعد تفككها. كانت جمهورية يوغوسلافيا الاشتراكية الاتحادية هي الطرف الفعلي الذي يضمن السلامة الإقليمية بموجب المعاهدات، وليس فقط صربيا والجبل الأسود.

## مشاكل

### عدم السيطرة على السياسة الخارجية
خلال أوائل القرن التاسع عشر، تجاوز الجنرال أندرو جاكسون سلطته عدة مرات وهاجم قبائل الهنود الأمريكيين وكذلك غزا أراضي فلوريدا الإسبانية دون إذن رسمي من الحكومة. لم يتم تأنيب أو معاقبة جاكسون لتجاوز سلطته. تلقي بعض الروايات باللوم على صحافة الصحف التي تسمى الصحافة الصفراء لإثارة المشاعر المؤيدة للحرب للمساعدة في إثارة الحرب الإسبانية الأمريكية. لم تكن هذه هي الحرب الوحيدة غير المعلنة التي خاضتها الولايات المتحدة. كانت هناك مئات من «الحروب غير الكاملة» خاضت دون إعلانات مناسبة في تقليد بدأ مع الرئيس جورج واشنطن.
يقترح بعض النقاد أن السياسة الخارجية يتم التلاعب بها من قبل جماعات الضغط، مثل اللوبي المؤيد لإسرائيل أو اللوبي العربي، على الرغم من وجود خلاف حول تأثير مثل هذه اللوبيات. ومع ذلك، يطالب بريجنسكي بقوانين أكثر صرامة لمكافحة جماعات الضغط.

### المصالح المالية والسياسة الخارجية

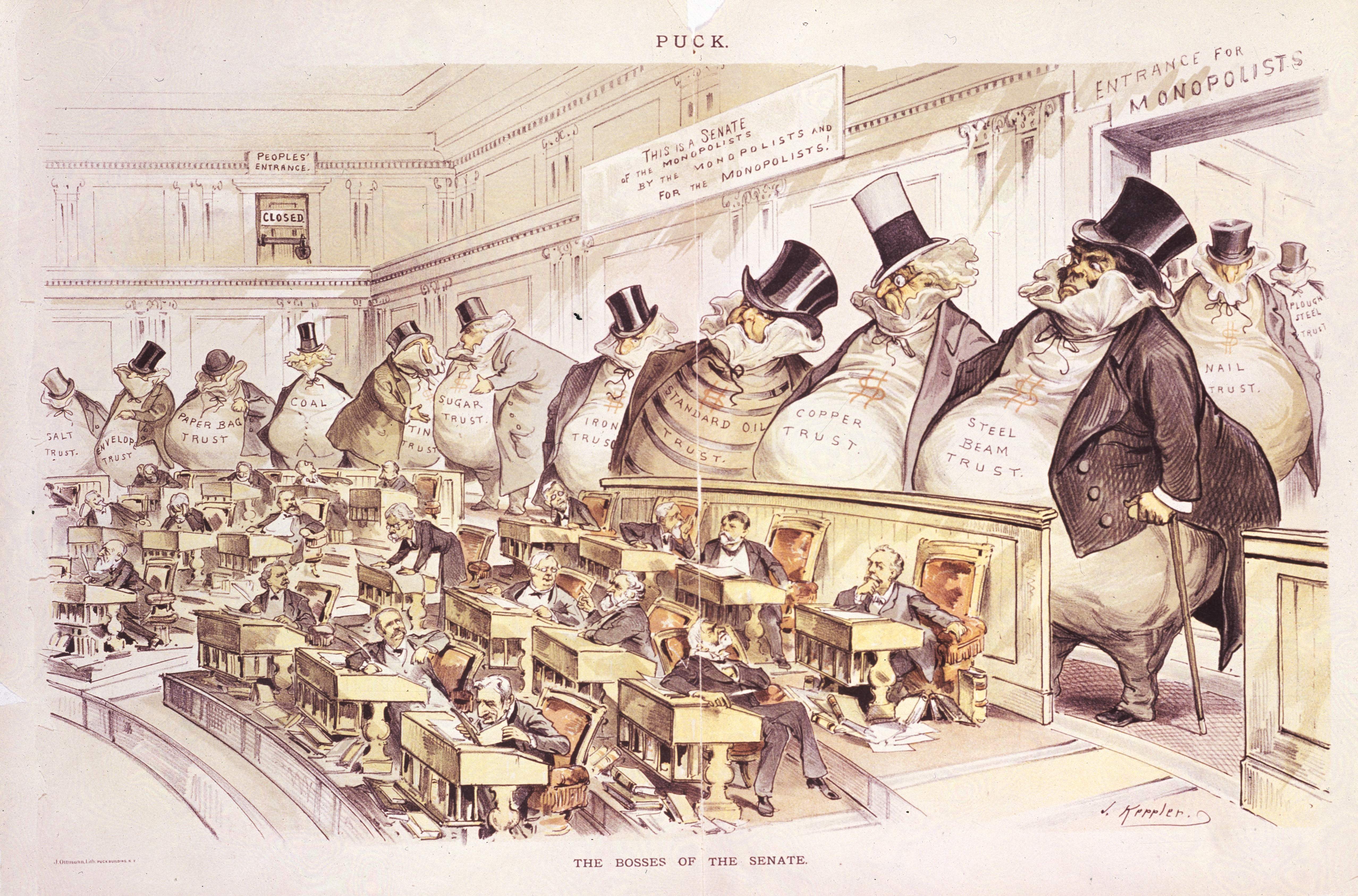
رسم كاريكاتوري شهير لجوزيف كيبلر، 1889، يصور دور مصالح الشركات في الكونجرس.

يقترح بعض المؤرخين، بمن فيهم أندرو باسيفيتش، أن السياسة الخارجية للولايات المتحدة موجهة من قبل «الأفراد والمؤسسات الأثرياء». في عام 1893، كان من الواضح أن الدافع وراء قرار الرئيس هاريسون بدعم مؤامرة للإطاحة بمملكة هاواي هو المصالح التجارية؛ كان محاولة لمنع زيادة التعريفة المقترحة على السكر. نتيجة لذلك، أصبحت هاواي ولاية أمريكية. كان هناك مزاعم بأن الحرب الإسبانية الأمريكية في عام 1898 كانت مدفوعة بشكل أساسي بالمصالح التجارية في كوبا.
خلال النصف الأول من القرن العشرين، انخرطت الولايات المتحدة في سلسلة من النزاعات المحلية في أمريكا اللاتينية، والتي دخلت التاريخ كحروب الموز . كان الغرض الرئيسي من هذه الحروب هو الدفاع عن المصالح التجارية الأمريكية في المنطقة. لاحقًا ، كتب اللواء سميدلي بتلر في مشاة البحرية الأمريكية: «لقد أمضيت 33 عامًا وأربعة أشهر في الخدمة العسكرية النشطة وخلال تلك الفترة قضيت معظم وقتي كرجل عضلات من الدرجة العالية للأعمال الكبيرة، وول ستريت والمصرفيين. باختصار، كنت مبتزًا، رجل عصابات للرأسمالية.»
يؤكد بعض النقاد أن قرار الولايات المتحدة بدعم الانفصاليين في كولومبيا عام 1903 كان مدفوعًا إلى حد كبير بالمصالح التجارية التي تركزت على قناة بنما على الرغم من التصريحات التي كانت تهدف إلى «نشر الديمقراطية» و «إنهاء الاضطهاد». يمكن للمرء أن يقول إن السياسة الخارجية للولايات المتحدة تعكس إرادة الشعب، ولكن قد يكون لدى الناس عقلية استهلاكية تبرر الحروب في أذهانهم.
هناك مزاعم بأن قرارات شن الحرب في العراق كانت مدفوعة على الأقل جزئياً بالمصالح النفطية. على سبيل المثال، ذكرت صحيفة ذي الإندبندنت البريطانية أن «إدارة بوش متورطة بشدة في كتابة قانون النفط العراقي» الذي من شأنه أن «يسمح لعقود شركات النفط الغربية بضخ النفط من العراق لمدة تصل إلى 30 عامًا، وستكون الأرباح معفاة من الضرائب.» سواء كان الدافع وراءها أم لا، يبدو أن السياسة الخارجية للولايات المتحدة في الشرق الأوسط تبدو لكثير من العالم وكأنها مدفوعة بمنطق نفطي.

### مزاعم الإمبريالية
هناك إجماع متزايد بين المؤرخين وعلماء السياسة الأمريكيين على أن الولايات المتحدة خلال القرن الأمريكي نمت لتصبح إمبراطورية تشبه في نواح كثيرة روما القديمة. حاليًا، هناك نقاش حول انعكاسات الميول الإمبريالية للسياسة الخارجية الأمريكية على الديمقراطية والنظام الاجتماعي.
في عام 2002، أعلن المعلق السياسي المحافظ تشارلز كراوثامر أن التفوق الثقافي والاقتصادي والتكنولوجي والعسكري للولايات المتحدة في العالم حقيقة معينة. في رأيه، كان الناس «يخرجون من الخزانة على كلمة إمبراطورية».  بشكل أكثر بروزًا، ظهر غلاف مجلة نيويورك تايمز في 5 يناير 2003 تحت شعار «الإمبراطورية الأمريكية: تعوّد عليها». في الداخل، وصف المؤلف الكندي مايكل إغناتييف القوة الإمبريالية الأمريكية بأنها إمبراطورية خفيفة.
وبحسب مراسل نيوزويك فريد زكريا، فإن مؤسسة واشنطن «مرتاحة لممارسة الهيمنة الأمريكية وتتعامل مع التسوية على أنها خيانة والمفاوضات على أنها استرضاء»، وأضاف: «هذه ليست سياسة خارجية، إنها سياسة إمبريالية».
تعكس إميلي إيكين الاتجاهات الفكرية في ذلك الوقت، والتي لخصت في صحيفة نيويورك تايمز أن «أمريكا ليست مجرد قوة عظمى أو مهيمنة، بل هي إمبراطورية كاملة النضج بالمعنى الروماني والبريطاني. هذا، على أي حال، هو إجماع بعض المعلقين والعلماء البارزين في البلاد».
انتقد العديد من حلفاء الولايات المتحدة لهجة الحساسية الجديدة أحادية الجانب في سياستها الخارجية، وأظهروا عدم رضاهم بالتصويت، على سبيل المثال، ضد الولايات المتحدة في الأمم المتحدة في عام 2001. 

### ادعاءات النفاق
تعرضت الولايات المتحدة لانتقادات لإدلائها ببيانات تدعم السلام وتحترم السيادة الوطنية أثناء قيامها بأعمال عسكرية مثل غرينادا، وإثارة حرب أهلية في كولومبيا لقطع بنما والعراق. تعرضت الولايات المتحدة لانتقادات لمناصرة التجارة الحرة مع حماية الصناعات المحلية من خلال تعريفات الاستيراد على السلع الأجنبية مثل الخشب والمنتجات الزراعية. كما تعرضت الولايات المتحدة لانتقادات لدفاعها عن الاهتمام بحقوق الإنسان ورفضها التصديق على اتفاقية حقوق الطفل. صرحت الولايات المتحدة علناً أنها تعارض التعذيب، لكنها تعرضت لانتقادات لتغاضيها عنه في مدرسة الأمريكيتين. لقد دعت الولايات المتحدة إلى احترام السيادة الوطنية لكنها دعمت حركات حرب العصابات الداخلية والمنظمات شبه العسكرية، مثل الكونترا في نيكاراغوا. تعرضت الولايات المتحدة لانتقادات لأنها أعربت عن قلقها بشأن إنتاج المخدرات في دول مثل بوليفيا وفنزويلا، لكنها لم تتابع قطع بعض برامج المساعدة الثنائية. لقد تعرضت الولايات المتحدة لانتقادات لعدم حفاظها على سياسة متسقة. وقد اتُهمت بإدانة انتهاكات حقوق الإنسان المزعومة في الصين بينما دعمت انتهاكات حقوق الإنسان المزعومة من قبل إسرائيل.
ومع ذلك، يجادل بعض المدافعين بأن سياسة الخطاب أثناء القيام بأشياء تتعارض مع الخطاب كانت ضرورية بمعنى السياسة الواقعية وساعدت في تأمين النصر ضد مخاطر الاستبداد والشمولية.
تدعو الولايات المتحدة إلى عدم قيام إيران وكوريا الشمالية بتطوير أسلحة نووية، في حين أن الولايات المتحدة الدولة الوحيدة التي استخدمت الأسلحة النووية في الحرب، تحتفظ بترسانة نووية تتكون من 5113 رأساً حربياً. ومع ذلك، فإن ازدواجية المعايير هذه تشرعها معاهدة حظر انتشار الأسلحة النووية (NPT)، التي تعد إيران طرفًا فيها.

### دعم الديكتاتوريات وإرهاب الدولة

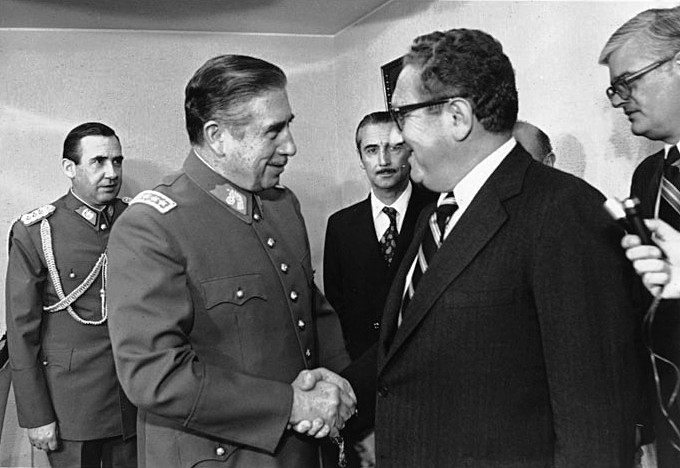
الزعيم التشيلي أوغستو بينوشيه يصافح هنري كيسنجر عام 1976.

تعرضت الولايات المتحدة لانتقادات لدعمها الأنظمة الديكتاتورية بمساعدة اقتصادية وعتاد عسكري. وشملت الديكتاتوريات الخاصة مشرف باكستان، شاه إيران، موسيفيني أوغندا، أمراء الحرب في الصومال، فولغينسيو باتيستا من كوبا، وفرديناند ماركوس من الفلبين، ونغو دينه ديم من جنوب فيتنام، وبارك تشونغ هي من كوريا الجنوبية وفرانثيسكو فرانكو من إسبانيا وأنطونيو دي أوليفيرا سالازار ومارسيلو كايتانو من البرتغال وميليز زيناوي من إثيوبيا وأوغستو بينوشيه في تشيلي وألفريدو سترويسنر من باراغواي وكارلوس كاستيلو أرماس وإفراين ريوس مونت من غواتيمالا خورخه رافائيل فيديلا من الأرجنتين سوهارتو من إندونيسيا جورجيوس بابادوبولوس من اليونان وحسين حبري من تشاد.
تفترض روث جيه بلاكيلي وفينسنت بيفينز أن الولايات المتحدة وحلفاءها قد رعوا وسهّلوا إرهاب الدولة والقتل الجماعي على نطاق واسع خلال الحرب الباردة. كان التبرير المقدم لذلك هو احتواء الشيوعية، لكن بلاكيلي يقول إنها كانت أيضًا وسيلة لدعم مصالح نخب رجال الأعمال في الولايات المتحدة وتعزيز توسع الرأسمالية والليبرالية الجديدة في الجنوب العالمي.
صرح جيه باتريس ماكشيري، أستاذ العلوم السياسية في جامعة لونغ آيلاند، أن «مئات الآلاف من الأمريكيين اللاتينيين تعرضوا للتعذيب أو الاختطاف أو القتل على أيدي الأنظمة العسكرية اليمينية كجزء من الحملة الصليبية المناهضة للشيوعية التي تقودها الولايات المتحدة»، والتي شمل دعم الولايات المتحدة لعملية كوندور والجيش الغواتيمالي خلال الحرب الأهلية الغواتيمالية. وفقًا لعالم أمريكا اللاتينية جون هنري كوتسوورث، فإن عدد ضحايا القمع في أمريكا اللاتينية وحدها فاق بكثير عدد ضحايا الاتحاد السوفيتي وأقمار أوروبا الشرقية خلال الفترة من 1960 إلى 1990. يؤكد مارك آرونز أن الفظائع التي ارتكبتها الديكتاتوريات المدعومة من الغرب تنافس تلك التي ارتكبها العالم الشيوعي.
يؤكد بعض الخبراء أن الولايات المتحدة سهلت وشجعت بشكل مباشر القتل الجماعي لمئات الآلاف من الشيوعيين المشتبه بهم في إندونيسيا خلال منتصف الستينيات. يقول برادلي سيمبسون، مدير مشروع توثيق إندونيسيا / تيمور الشرقية في أرشيف الأمن القومي، «لقد بذلت واشنطن كل ما في وسعها لتشجيع وتسهيل المذبحة التي يقودها الجيش لأعضاء الحزب الشيوعي الإندونيسي المزعومين، وكان المسؤولون الأمريكيون قلقين فقط من مقتل قد لا يذهب مؤيدو الحزب غير المسلحين بعيداً بما فيه الكفاية، مما يسمح لسوكارنو بالعودة إلى السلطة وإحباط خطط إدارة [جونسون] الناشئة لإندونيسيا ما بعد سوكارنو». وفقًا لسيمبسون، كان الإرهاب في إندونيسيا «لبنة أساسية في السياسات شبه الليبرالية الجديدة التي سيحاول الغرب فرضها على إندونيسيا في السنوات القادمة». المؤرخ جون روزا، في تعليقه على الوثائق التي تم الإفراج عنها من السفارة الأمريكية في جاكرتا في عام 2017، يقول إنهم يؤكدون أن «الولايات المتحدة كانت جزءًا لا يتجزأ من العملية، وخططت مع الجيش الإندونيسي وشجعتهم على ملاحقة الحزب الشيوعي الإندونيسي». جيفري ب.روبنسون، المؤرخ في جامعة كاليفورنيا، لوس أنجلوس، يجادل بأنه لولا دعم الولايات المتحدة والدول الغربية القوية الأخرى، لما كان برنامج القتل الجماعي للجيش الإندونيسي ليحدث. كتب فينسينت بيفينز أن عمليات القتل الجماعي في إندونيسيا كانت بمثابة قمة لشبكة فضفاضة من حملات القتل الجماعي المعادية للشيوعية المدعومة من الولايات المتحدة في جنوب الكرة الأرضية خلال الحرب الباردة.

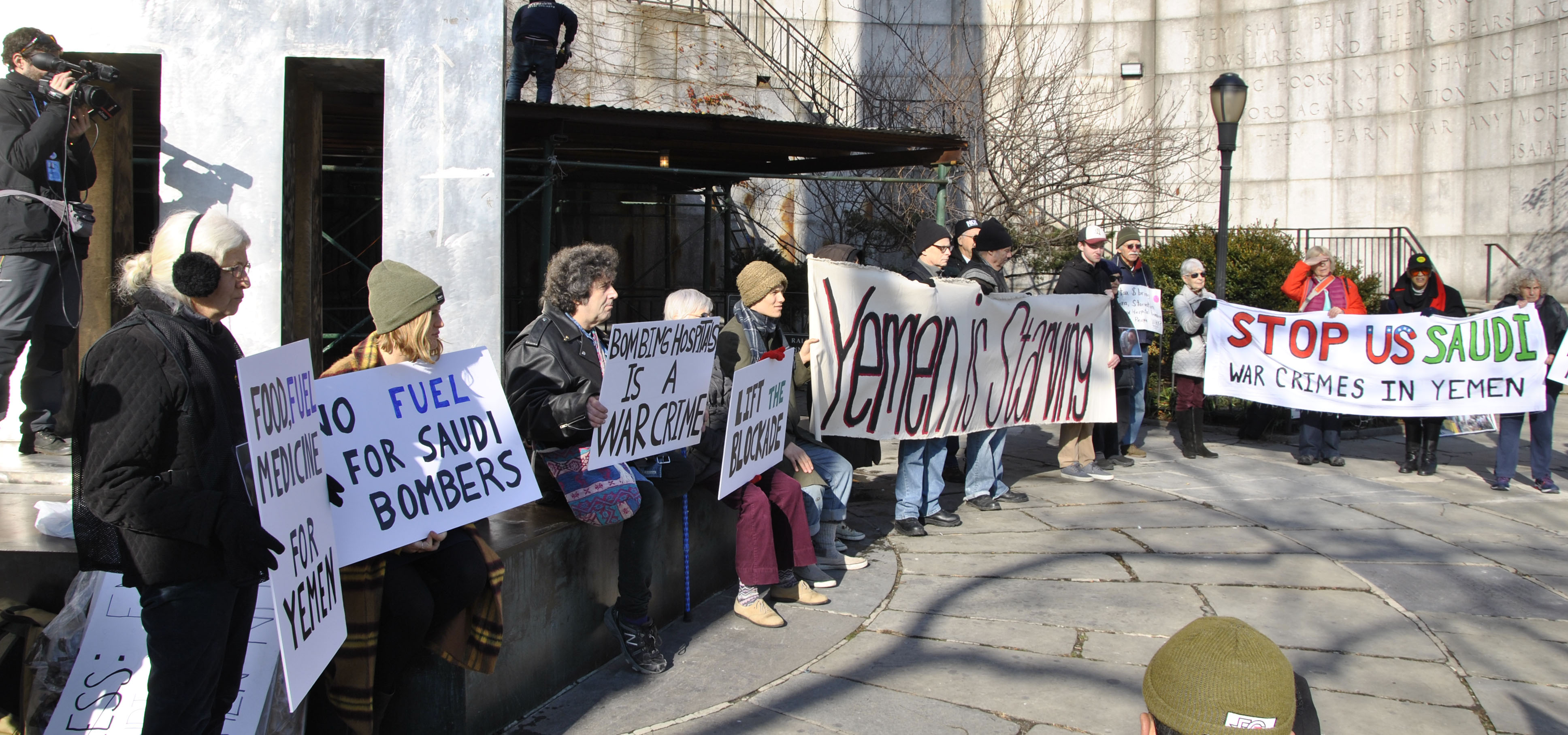
احتجاج على تدخل الولايات المتحدة في التدخل العسكري في اليمن، مدينة نيويورك، 2017

وفقًا للصحفي غلين غرينوالد، فإن الأساس المنطقي الاستراتيجي لدعم الولايات المتحدة للديكتاتوريات الوحشية وحتى الإبادة الجماعية في جميع أنحاء العالم كان ثابتًا منذ نهاية الحرب العالمية الثانية: «في عالم تسود فيه المشاعر المعادية لأمريكا، غالبًا ما تنتج الديمقراطية قادة يعرقلون بدلا من خدمة المصالح الأمريكية . . . لا شيء من هذا مثير للجدل أو حتى قابل للنقاش. لقد تم دعم الولايات المتحدة للطغاة في العلن إلى حد كبير، وقد تم الدفاع عنه صراحة وتأكيده لعقود من قبل خبراء السياسة الأمريكية الأكثر انتشارًا وتأثيرًا ومنافذ الإعلام».
اتُهمت الولايات المتحدة بالتواطؤ في جرائم حرب لدعمها التدخل بقيادة السعودية في اليمن، والذي تسبب في كارثة إنسانية، بما في ذلك تفشي الكوليرا وملايين يواجهون المجاعة.

### العقوبات
تم انتقاد العديد من العقوبات أحادية الجانب الأمريكية ضد دول مختلفة في جميع أنحاء العالم من قبل مختلف المعلقين. منذ عام 1998، فرضت الولايات المتحدة عقوبات اقتصادية على أكثر من 20 دولة.
هذه العقوبات، وفقًا لدانييل ت. غريسوولد، فشلت في تغيير سلوك الدول الخاضعة للعقوبات؛ لكنها منعت الشركات الأمريكية من الفرص الاقتصادية، وألحقت الأذى بأفقر الناس في البلدان الخاضعة للعقوبات. غالبًا ما تفصل العقوبات الثانوية، وفقًا لراوي عبد العال، بين الولايات المتحدة وأوروبا لأنها تعكس تدخل الولايات المتحدة في شؤون الاتحاد الأوروبي ومصالحه. منذ أن أصبح ترامب رئيسًا للولايات المتحدة، كما يعتقد عبد العال، لم يُنظر إلى العقوبات على أنها مجرد تعبير عن تفضيلات واشنطن ونزواتها، ولكن أيضًا كأداة للحرب الاقتصادية الأمريكية التي أغضبت الحلفاء التاريخيين مثل الاتحاد الأوروبي.

### التدخل في الشؤون الداخلية
تعرضت الولايات المتحدة لانتقادات بسبب تلاعبها بالشؤون الداخلية للدول الأجنبية، بما في ذلك أوكرانيا، غواتيمالا، تشيلي، كوبا، كولومبيا، دول مختلفة في إفريقيا بما في ذلك أوغندا.
أشارت إحدى الدراسات إلى أن الدولة التي غالبًا ما تتدخل في الانتخابات الأجنبية هي الولايات المتحدة مع 81 تدخلاً من عام 1946 إلى عام 2000. 

### تعزيز الديمقراطية
يجادل بعض النقاد بأن سياسة أمريكا في الدفاع عن الديمقراطية قد تكون غير فعالة وحتى أنها تأتي بنتائج عكسية. أعلن زبيغنيو بريجينسكي أن «وصول حماس إلى السلطة هو مثال جيد جدًا للضغط المفرط من أجل التحول إلى الديمقراطية» وجادل بأن محاولات جورج دبليو بوش لاستخدام الديمقراطية كأداة ضد الإرهاب كانت محفوفة بالمخاطر وخطيرة.
واتفقت المحلل جيسيكا توكمان ماثيوز من مؤسسة كارنيجي للسلام الدولي على أن فرض الديمقراطية «من الصفر» أمر غير حكيم، ولم ينجح. جادل النقاد الواقعيون مثل جورج ف. كينان بأن مسؤولية الولايات المتحدة تقتصر على حماية مواطنيها وأن واشنطن يجب أن تتعامل مع الحكومات الأخرى على هذا الأساس فقط. ينتقدون تأكيد الرئيس وودرو ويلسون على التحول الديمقراطي وبناء الأمة على الرغم من عدم ذكر ذلك في مبادئ ويلسون الأربعة عشر، وفشل عصبة الأمم في فرض الإرادة الدولية فيما يتعلق بألمانيا النازية وإيطاليا الفاشية وإمبراطورية اليابان في الثلاثينيات. هاجم النقاد الواقعيون مثالية ويلسون باعتبارها غير مناسبة للدول الضعيفة التي نشأت في مؤتمر باريس للسلام. ومع ذلك، ينتقد آخرون قرار مجلس الشيوخ الأمريكي بعدم الانضمام إلى عصبة الأمم الذي استند إلى المشاعر العامة الانعزالية باعتباره أحد أسباب عدم فعالية المنظمة.

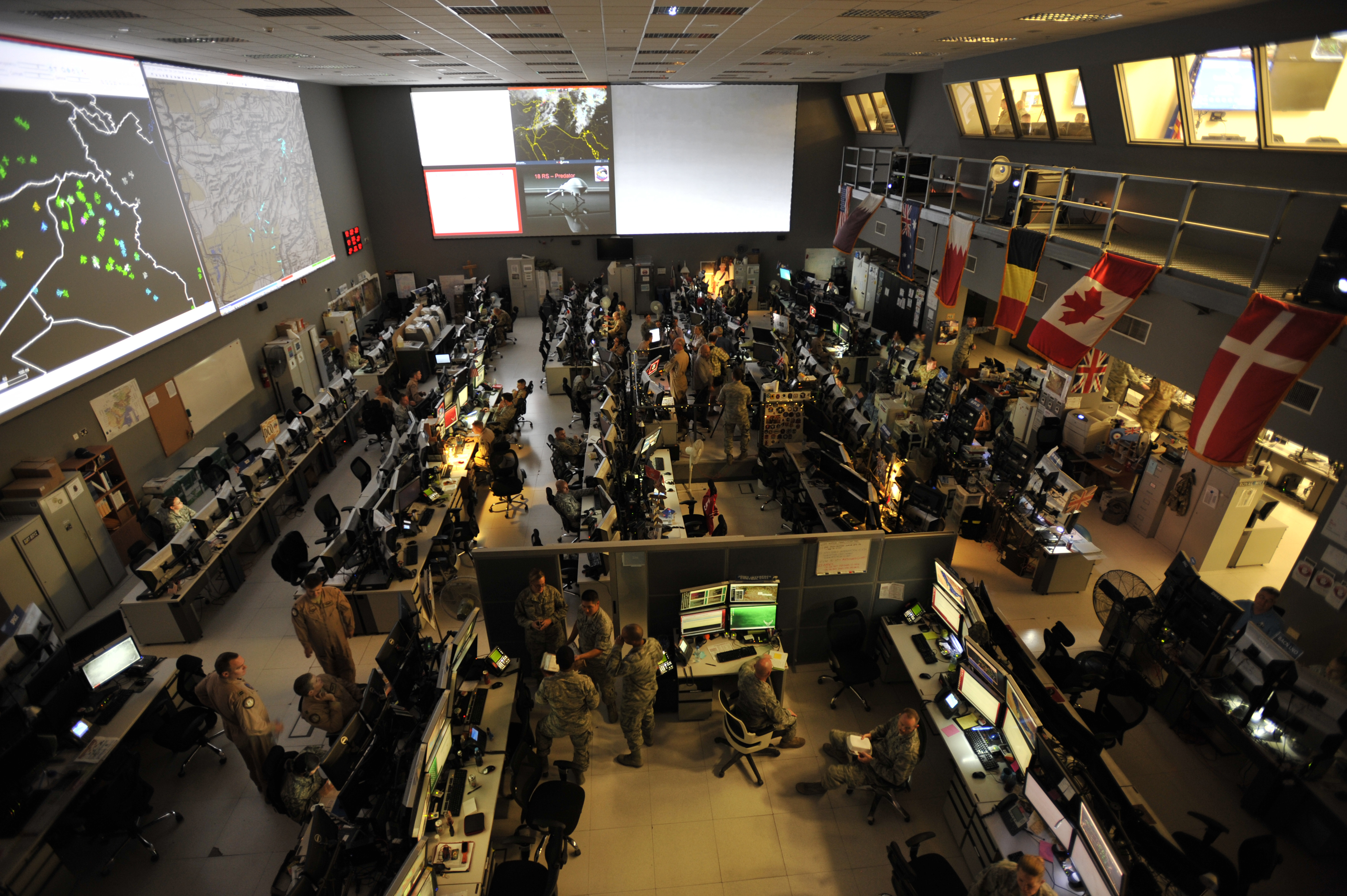
مركز العمليات الجوية والفضائية المشتركة في قاعدة العديد الجوية في قطر

وفقًا لصحيفة هافينغتون بوست، «تمثل الدول والأقاليم الخمس والأربعون التي تتمتع بحكم ديمقراطي ضئيل أو معدوم أكثر من نصف ما يقرب من 80 دولة تستضيف الآن قواعد أمريكية. . . . تؤكد الأبحاث التي أجراها عالم السياسة كينت كالدر ما أصبح يُعرف باسم «فرضية الديكتاتورية»: تميل الولايات المتحدة إلى دعم الديكتاتوريين [والأنظمة غير الديمقراطية الأخرى] في الدول التي تتمتع فيها بالمنشآت القاعدية.» 

### مشاكل حقوق الإنسان
تعرض الرئيس بوش لانتقادات بسبب إهماله للديمقراطية وحقوق الإنسان من خلال التركيز حصريًا على جهود مكافحة الإرهاب. تعرضت الولايات المتحدة لانتقادات بسبب مزاعم عن إساءة معاملة السجناء في خليج غوانتانامو، وأبو غريب في العراق، وسجون وكالة المخابرات المركزية السرية في أوروبا الشرقية، وفقًا لمنظمة العفو الدولية. رداً على ذلك، زعمت حكومة الولايات المتحدة أن حوادث الانتهاك كانت حوادث متفرقة لا تعكس السياسة الأمريكية.

### العسكرة

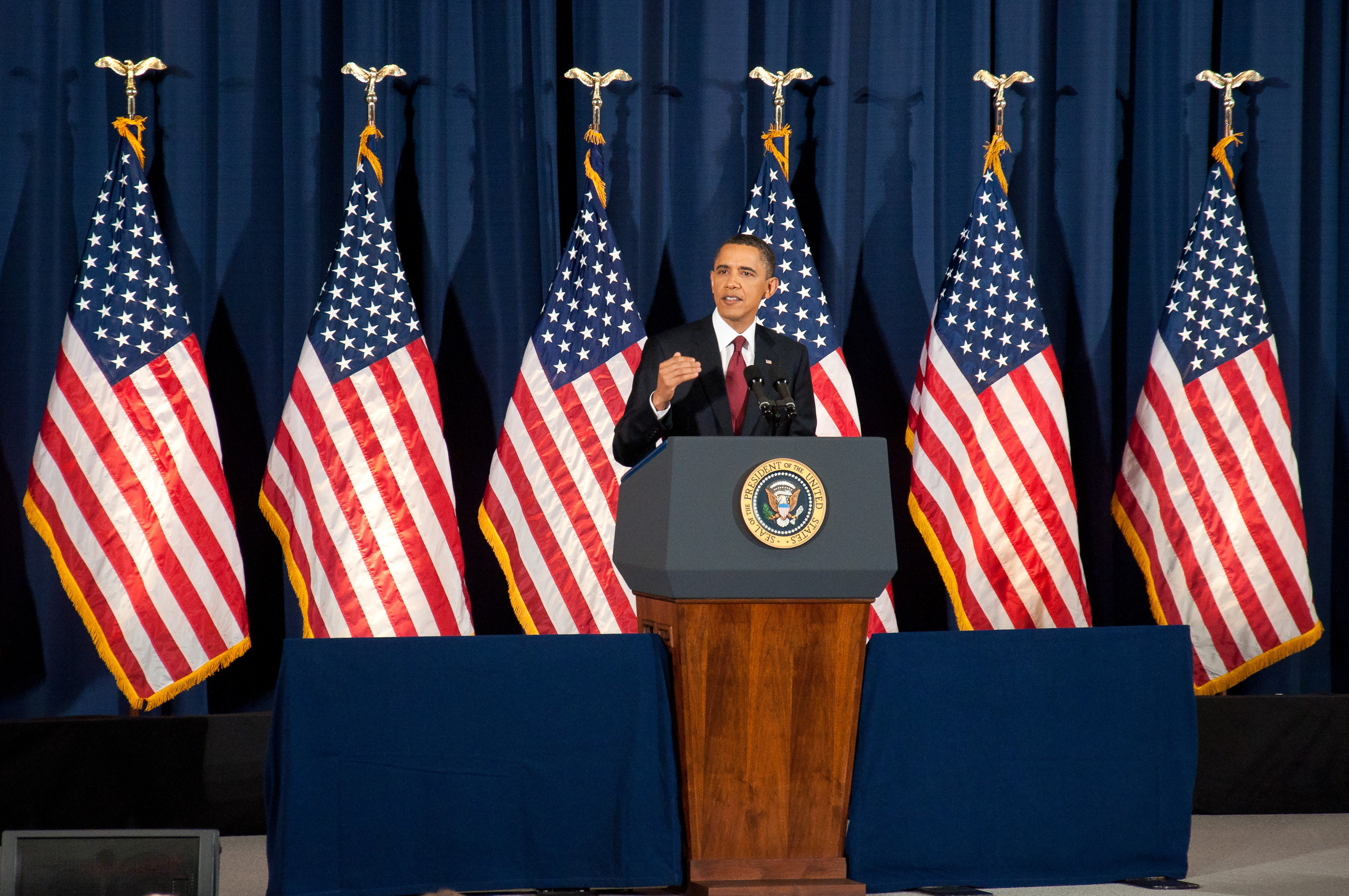
الرئيس باراك أوباما يتحدث عن التدخل العسكري في ليبيا في جامعة الدفاع الوطني، مارس 2011

في الستينيات، انتقد مارتن لوثر كينغ جونيور الإنفاق المفرط للولايات المتحدة على المشاريع العسكرية، واقترح وجود صلة بين سياستها الخارجية في الخارج والعنصرية في الداخل. في عام 1971، لاحظ كاتب مقال في مجلة تايم 375 منشأة عسكرية أمريكية رئيسية و 3000 منشأة عسكرية أمريكية أقل في جميع أنحاء العالم وخلص إلى أنه «لا شك في أن الولايات المتحدة اليوم لديها عدد كبير جدًا من القوات المنتشرة في أماكن كثيرة جدًا».
إن نفقات محاربة الحرب على الإرهاب ضخمة. كانت حرب العراق، التي استمرت من عام 2003 إلى عام 2011، مكلفة بشكل خاص. في تقرير دفاعي صدر عام 2010، انتقد أنتوني كوردسمان الإنفاق العسكري الخارج عن السيطرة. كلفت الحروب في أفغانستان والعراق وسوريا وباكستان، منذ بدايتها في عام 2001 وحتى نهاية السنة المالية 2019، دافعي الضرائب الأمريكيين 6.4 تريليون دولار.
يجادل أندرو باسيفيتش بأن الولايات المتحدة تميل إلى اللجوء إلى الوسائل العسكرية لمحاولة حل المشاكل الدبلوماسية. كان تورط الولايات المتحدة في حرب فيتنام 111 مليار دولار، اشتباك عسكري دام عقدًا انتهى بانتصار عسكري لكن هزيمة إستراتيجية بسبب فقدان الجمهور دعم الحرب.

### انتهاك القانون الدولي
لا تتبع الولايات المتحدة دائمًا القانون الدولي. على سبيل المثال، يؤكد بعض النقاد أن الغزو الذي قادته الولايات المتحدة للعراق لم يكن استجابة مناسبة لتهديد وشيك، بل كان عملاً عدوانيًا انتهك القانون الدولي. على سبيل المثال، قال بنيامين فيرينكز، المدعي العام لجرائم الحرب النازية في نورمبرغ، إنه يجب محاكمة جورج دبليو بوش بتهمة ارتكاب جرائم حرب جنبًا إلى جنب مع صدام حسين لشنه حروبًا عدوانية - صدام بسبب هجومه عام 1990 على الكويت وبوش بسبب غزوه للعراق عام 2003.
يشير المنتقدون إلى أن ميثاق الأمم المتحدة، الذي صادقت عليه الولايات المتحدة، يحظر على الأعضاء استخدام القوة ضد زملائهم الأعضاء إلا ضد هجوم وشيك أو بموجب تفويض صريح من مجلس الأمن. وأكد أستاذ في القانون الدولي أنه لا يوجد ترخيص من مجلس الأمن الدولي يجعل الغزو «جريمة ضد السلام». ومع ذلك، يجادل المدافعون الأمريكيون بوجود مثل هذا التفويض وفقًا لقرار مجلس الأمن التابع للأمم المتحدة رقم 1441. انظر أيضًا، جرائم الحرب في الولايات المتحدة. كما أيدت الولايات المتحدة استقلال كوسوفو على الرغم من أنه مكتوب بشكل صارم في قرار مجلس الأمن الدولي رقم 1244 بأن كوسوفو لا يمكن أن تكون مستقلة وأنه مذكور على أنها مقاطعة صربية. لكن محكمة العدل الدولية قضت بأن إعلان الاستقلال قانوني لأن قرار مجلس الأمن لم يحدد الوضع النهائي لكوسوفو. لقد دعمت الولايات المتحدة بنشاط دول أخرى وضغطت عليها للاعتراف باستقلال كوسوفو.

### التلاعب بالسياسة الخارجية للولايات المتحدة
أكد بعض علماء السياسة أن تحديد الاعتماد الاقتصادي المتبادل كهدف من أهداف السياسة الخارجية ربما يكون قد عرّض الولايات المتحدة للتلاعب. نتيجة لذلك، اكتسب الشركاء التجاريون للولايات المتحدة القدرة على التأثير في عملية صنع القرار في السياسة الخارجية للولايات المتحدة من خلال التلاعب، على سبيل المثال، بسعر صرف العملة، أو تقييد تدفق السلع والمواد الخام. بالإضافة إلى ذلك فإن أكثر من 40٪ من الدين الخارجي الأمريكي مملوك حاليًا من قبل المستثمرين المؤسسيين الكبار من الخارج، الذين يواصلون تراكم سندات الخزانة. كتب مراسل لصحيفة واشنطن بوست أن «العديد من القادة الأفارقة غير الديمقراطيين قد لعبوا بمهارة ورقة مكافحة الإرهاب لكسب علاقة مع الولايات المتحدة ساعدت في إبقائهم في السلطة»، واقترح في الواقع، أن يمكن للديكتاتوريين الأجانب التلاعب بالسياسة الخارجية الأمريكية لمصلحتهم الخاصة. من الممكن أيضًا أن تقوم الحكومات الأجنبية بتوجيه الأموال من خلال لجان العمل السياسي لشراء النفوذ في الكونجرس.

### الالتزام بالمساعدات الخارجية
يتهم بعض النقاد بأن مساعدات الحكومة الأمريكية يجب أن تكون أعلى بالنظر إلى المستويات المرتفعة للناتج المحلي الإجمالي. يزعمون أن الدول الأخرى تقدم المزيد من الأموال على أساس نصيب الفرد، بما في ذلك المساهمات الحكومية والخيرية. من خلال أحد المؤشرات التي صنفت العطاء الخيري كنسبة مئوية من الناتج المحلي الإجمالي، احتلت الولايات المتحدة المرتبة 21 من بين 22 دولة في منظمة التعاون الاقتصادي والتنمية من خلال إعطاء 0.17٪ من الناتج المحلي الإجمالي للمساعدات الخارجية، ومقارنة الولايات المتحدة بالسويد التي أعطت 1.03٪ من ناتجها المحلي الإجمالي، وفقًا لتقديرات مختلفة. تعهدت الولايات المتحدة بتقديم 0.7٪ من الناتج المحلي الإجمالي في مؤتمر عالمي في المكسيك. وفقًا لأحد التقديرات، انخفضت المساعدات الأمريكية في الخارج بنسبة 16٪ من 2005 إلى 2006.
ومع ذلك، نظرًا لأن الولايات المتحدة تمنح إعفاءات ضريبية للمنظمات غير الربحية، فإنها تدعم جهود الإغاثة في الخارج، على الرغم من أن الدول الأخرى تدعم أيضًا الأنشطة الخيرية في الخارج. معظم المساعدات الخارجية (79٪) لم تأت من مصادر حكومية بل من مؤسسات خاصة وشركات ومنظمات تطوعية وجامعات ومنظمات دينية وأفراد. وفقًا لمؤشر العمل الخيري العالمي، فإن الولايات المتحدة هي أكبر مانح من حيث المبالغ المطلقة.
السياسة البيئية
تعرضت الولايات المتحدة لانتقادات لفشلها في دعم بروتوكول كيوتو لعام 1997.

### الهولوكوست
كانت هناك انتقادات حادة حول رد الولايات المتحدة على الهولوكوست: أنها فشلت في قبول اليهود الفارين من الاضطهاد من أوروبا في بداية الحرب العالمية الثانية، وأنها لم تتصرف بشكل حاسم بما يكفي لمنع أو وقف الهولوكوست. كان فرانكلين دي روزفلت، الذي كان الرئيس في ذلك الوقت، على اطلاع جيد بنظام هتلر وسياساته المعادية لليهود، لكن سياسات وزارة الخارجية الأمريكية جعلت من الصعب جدًا على اللاجئين اليهود الحصول على تأشيرات دخول. وبالمثل، لم يتخذ روزفلت أي إجراء بشأن مشروع قانون واغنر روجرز، الذي كان من الممكن أن ينقذ 20 ألف طفل يهودي لاجئ، بعد وصول 936 لاجئًا يهوديًا على متن سفينة إم إس سانت لويس، الذين حُرموا من حق اللجوء ولم يُسمح لهم بدخول الولايات المتحدة بسبب الإجراءات الصارمة. القوانين التي أقرها الكونجرس.
خلال تلك الحقبة، لم تكن الصحافة الأمريكية تنشر دائمًا تقارير الفظائع النازية بالكامل أو في مكانة بارزة. بحلول عام 1942، بعد أن بدأت الصحف في نشر تفاصيل الهولوكوست، كانت المقالات قصيرة للغاية ودُفنت في عمق الصحيفة. تم رفض هذه التقارير أو عدم تأكيدها من قبل حكومة الولايات المتحدة. عندما تلقت أدلة دامغة على صحة التقارير (وصور القبور الجماعية والقتل في معسكر بيركيناو في عام 1943، مع انتقال الضحايا إلى غرف الغاز)، قمع المسؤولون الأمريكيون المعلومات وصنفوها على أنها سرية. كان من الممكن إنقاذ أرواح يهود أوروبا.

### اغتراب الحلفاء
هناك دليل على أن العديد من حلفاء الولايات المتحدة قد تم عزلهم من خلال نهج أحادي الجانب. أبدى الحلفاء استياءهم من سياسة الولايات المتحدة في تصويت في الأمم المتحدة.

### علاقات عامة غير فعالة
يشير أحد التقارير إلى أن مصدر الأخبار قناة الجزيرة يصور بشكل روتيني الولايات المتحدة على أنها شر في جميع أنحاء الشرق الأوسط. انتقد نقاد آخرون جهود العلاقات العامة الأمريكية. نتيجة للسياسة الخاطئة والعلاقات العامة الباهتة، تعاني الولايات المتحدة من مشكلة صورة حادة في الشرق الأوسط، بحسب أنتوني كوردسمان.
كتبت المحلل جيسيكا توكمان ماثيوز أنه يبدو لكثير من العالم العربي أن الولايات المتحدة خاضت الحرب في العراق من أجل النفط ، بغض النظر عن دقة هذا الدافع.  في استطلاع أجرته بي بي سي نيوز عام 2007 يسأل عن الدول التي يُنظر إليها على أنها ذات «تأثير سلبي في العالم» ، وجد الاستطلاع أن إيران والولايات المتحدة وكوريا الشمالية كان لها التأثير الأكثر سلبية ، في حين أن دولًا مثل كندا واليابان وتلك الموجودة في كان للاتحاد الأوروبي التأثير الأكثر إيجابية.  واتهم بعض مسؤولي الأمم المتحدة الولايات المتحدة بالتغاضي عن أفعال إسرائيل ضد الفلسطينيين .  من ناحية أخرى ، اتهم آخرون الولايات المتحدة بأنها تدعم الفلسطينيين أكثر من اللازم.   

### الملاحقة القضائية غير الفعالة للحرب
أحد التقديرات هو أن حرب العراق الثانية إلى جانب ما يسمى بالحرب على الإرهاب كلفت 551 مليار دولار، أو 597 مليار دولار في عام 2009. انتقد أندرو باسيفيتش الأستاذ بجامعة بوسطن الإسراف الأمريكي وتبديد ثروتها.
كانت هناك انتقادات لفشل الحرب الأمريكية. في حرب 1812، لم تكن الولايات المتحدة قادرة على غزو أمريكا الشمالية البريطانية (كندا الحالية) على الرغم من عدة محاولات.

### إستراتيجية غير فعالة لمحاربة الإرهاب
وانتقد الناقد كوردسمان إستراتيجية الولايات المتحدة لمحاربة الإرهاب على اعتبار أنها لا تركز بشكل كاف على حمل الجمهوريات الإسلامية على محاربة الإرهاب بأنفسهم. في بعض الأحيان، يُخطأ تعريف الزوار على أنهم «إرهابيون».
يشير ماثيوز إلى أن خطر الإرهاب النووي لا يزال غير مسبوق. في عام 1999 أثناء حرب كوسوفو، دعمت الولايات المتحدة جيش تحرير كوسوفو (KLA)، على الرغم من الاعتراف به كمنظمة إرهابية من قبل الولايات المتحدة قبل بضع سنوات. قبل قصف يوغوسلافيا عام 1999 مباشرة، أزالت الولايات المتحدة جيش تحرير كوسوفو من قائمة المنظمات الإرهابية المعترف بها دوليًا من أجل تبرير مساعدتها ومساعدتها لجيش تحرير كوسوفو.

### دور صغير للكونجرس في السياسة الخارجية
يعتقد الناقد روبرت مكماهون أن الكونجرس قد تم استبعاده من عملية صنع القرار في السياسة الخارجية، وأن هذا أمر ضار. يشير كتاب آخرون إلى الحاجة إلى مشاركة أكبر في الكونغرس. يعتقد جيم ويب، السناتور الديمقراطي السابق من ولاية فرجينيا ووزير البحرية السابق في إدارة ريغان، أن الكونجرس لديه دور آخذ في التناقص في صنع السياسة الخارجية الأمريكية. عجلت أحداث 11 سبتمبر 2001 بهذا التغيير، حيث «تحولت السلطات بسرعة إلى الرئاسة حيث ارتفعت الدعوة لاتخاذ قرارات مركزية في دولة مصابة بصدمة نفسية، حيث كان اتخاذ إجراء سريع وحاسم أمرًا ضروريًا. كان من الخطير سياسياً بل ومن غير الوطني التشكيك في هذا التحول، خشية أن يُتهم المرء بإعاقة السلامة الوطنية في زمن الحرب». منذ ذلك الوقت، يعتقد ويب أن الكونجرس أصبح غير ذي صلة إلى حد كبير بتشكيل وتنفيذ السياسة الخارجية للولايات المتحدة. وهو يستشهد باتفاقية الإطار الاستراتيجي (SFA)، واتفاقية الشراكة الاستراتيجية بين الولايات المتحدة وأفغانستان، والتدخل العسكري في ليبيا عام 2011، كأمثلة على تزايد عدم الأهمية التشريعية.
وفيما يتعلق بالاتفاقية، «لم تتم استشارة الكونجرس بأي طريقة ذات مغزى. بمجرد الانتهاء من الوثيقة، لم يُمنح الكونغرس الفرصة لمناقشة مزايا الاتفاقية، التي صُممت خصيصًا لتشكيل هيكل علاقاتنا طويلة الأمد في العراق»(11). ولم يناقش الكونجرس أو يصوت على هذه الاتفاقية التي حددت سياسة الولايات المتحدة تجاه نظام غير مستقر في منطقة غير مستقرة من العالم. في المقابل، صوت البرلمان العراقي على الإجراء مرتين. وصفت إدارة أوباما اتفاقية الشراكة الاستراتيجية بين الولايات المتحدة وأفغانستان بأنها «اتفاقية تنفيذية ملزمة قانونًا» تحدد مستقبل العلاقات بين الولايات المتحدة وأفغانستان وتصنف أفغانستان كحليف رئيسي من خارج الناتو. «من الصعب فهم كيف يمكن تفسير أي اتفاقية دولية يتم التفاوض عليها وتوقيعها وتأليفها من قبل الفرع التنفيذي للحكومة فقط على أنها ملزمة قانونًا في نظامنا الدستوري»، يقول ويب. أخيرًا، يعتبر ويب التدخل الأمريكي في ليبيا سابقة تاريخية مقلقة. «القضية المطروحة في ليبيا ليست مجرد ما إذا كان ينبغي للرئيس أن يطلب من الكونجرس إعلان الحرب. كما لم يكن الأمر يتعلق كليًا بما إذا كان أوباما قد انتهك مراسيم قانون سلطات الحرب، وهو ما فعله بوضوح من وجهة نظر هذا الكاتب. القضية التي لا يزال يتعين حلها هي ما إذا كان بإمكان الرئيس أن يبدأ ويستمر من جانب واحد في حملة عسكرية لأسباب يعرفها وحده بأنها تلبي المعايير المطلوبة لمصلحة وطنية حيوية تنطوي على المخاطرة بحياة الأمريكيين وإنفاق مليارات الدولارات من أموال دافعي الضرائب.» عندما استمرت الحملة العسكرية شهورًا، لم يسع الرئيس باراك أوباما للحصول على موافقة الكونجرس على مواصلة النشاط العسكري.

### قلة الرؤية
إن الدورة الانتخابية قصيرة المدى إلى جانب عدم القدرة على الاستمرار في التركيز على الأهداف طويلة المدى تحفز الرؤساء الأمريكيين على الميل نحو الإجراءات التي من شأنها إرضاء المواطنين، وكقاعدة عامة، تجنب القضايا الدولية المعقدة والخيارات الصعبة. وهكذا، انتقد زبجنيو بريجنسكي رئاسة كلينتون ووصفها بأنها تتبع سياسة خارجية تفتقر إلى «الانضباط والعاطفة» وتعرض الولايات المتحدة لـ«ثماني سنوات من الانجراف». وبالمقارنة، تعرضت رئاسة بوش التالية لانتقادات بسبب العديد من القرارات المتهورة التي أضرت بالمكانة الدولية للولايات المتحدة في العالم. مدير العمليات السابق لهيئة الأركان المشتركة اللفتنانت جنرال. علق غريغوري س.

### ادعاءات الغطرسة
يعتقد بعض المعلقين أن الولايات المتحدة أصبحت متعجرفة، خاصة بعد انتصارها في الحرب العالمية الثانية. نقاد مثل أندرو باسيفيتش يطالبون أمريكا بأن تكون لها سياسة خارجية «متجذرة في التواضع والواقعية». ينصح خبراء السياسة الخارجية مثل زبغنيو بريجينسكي بسياسة ضبط النفس وعدم الضغط على كل ميزة والاستماع إلى الدول الأخرى. ووصف مسؤول حكومي السياسة الأمريكية في العراق بأنها «متعجرفة وغبية»، بحسب أحد التقارير.

### مناطق المشاكل المتقيحة
يشير المنتقدون إلى قائمة البلدان أو المناطق حيث تستمر مشاكل السياسة الخارجية المستمرة في طرح المشاكل. تشمل هذه المناطق أمريكا الجنوبية، بما في ذلك الإكوادور، بوليفيا، وأوروغواي، والبرازيل. هناك صعوبات مع دول أمريكا الوسطى مثل هندوراس. العراق لديه مشاكل مستمرة. إيران، هي الأخرى، تطرح مشاكل مع انتشار الأسلحة النووية. في أفغانستان، فشلت الحرب الأمريكية التي استمرت 20 عامًا وسقطت البلاد في نظام طالبان. يستمر الشرق الأوسط بشكل عام في التفاقم، على الرغم من تحسن العلاقات مع الهند. السياسة تجاه روسيا لا تزال غير مؤكدة. تمثل الصين أيضا تحديا. هناك صعوبات في مناطق أخرى أيضًا. بالإضافة إلى ذلك، هناك مشاكل لا تقتصر على مناطق معينة، ولكن فيما يتعلق بالتكنولوجيات الجديدة. يعد الفضاء الإلكتروني مجالًا تكنولوجيًا متغيرًا باستمرار وله تداعيات على السياسة الخارجية.

## الحواشي
1. ↑  Secondary US sanctions prohibit any trading in US dollars and prevent trade with a country, individuals or organizations under the US sanctions regime.[54]